# حشر (قشون)
حَشَر عموماً به معنی قشون غیر منظم و سرباز چریک است. در عهد مغول به معنی کسانی بوده است که از ایشان برای کمک کارهای نظامی مثل پر کردن خندق‌ها و آوردن سنگ و چوب جهت انباشتن رودخانه و خرابی حصارها استفاده می شده‌است.
رسم سپاه چنگیز  به این قرار بود که اگر مردم شهری یاغی‌گری و دشمنی در مقابل آنان را اختیار می‌کردند حکم قتل زن و فرزند و اقوام ایشان و ویرانی شهر و قتل عام تمامی اهالی صادر می‌شد و نحوهٔ انجام کار بدین ترتیب بود که ابتدا مردم را به خارج شهر کوچ می دادند بعد از میان ایشان پیشه‌وران را جدا کرده به شهرهای ترکستان و مغولستان می‌فرستادند و جماعتی را هم به عنوان حشر انتخاب نموده و بعد بقیه را از دم شمشیر می‌گذراندند.